# Ali Abbassi
Vous pouvez aider à l'améliorer ou bien discuter des problèmes sur sa page de discussion.
- Il ne cite pas suffisamment ses sources. Vous pouvez indiquer les passages à sourcer avec {{référence nécessaire}} ou {{Référence souhaitée}}, et inclure les références utiles en les liant aux notes de bas de page. (Marqué depuis avril 2024)
- Certaines informations devraient être mieux reliées aux sources mentionnées dans la bibliographie ou les liens externes. Améliorez sa vérifiabilité en les associant par des références. (Marqué depuis avril 2024)

- Archive Wikiwix
- Bing
- Cairn
- DuckDuckGo
- E. Universalis
- Gallica
- Google
- G. Books
- G. News
- G. Scholar
- Persée
- Qwant
- (zh) Baidu
- (ru) Yandex
- (wd) trouver des œuvres sur Wikidata

Ne doit pas être confondu avec Ali Abbasi.
Pour les articles homonymes, voir Abbassi (homonymie).
Ali Abbassi est un journaliste, présentateur télé, producteur de films et homme d'affaires iranien. Il est né le 14 juillet 1943 à Téhéran et a cessé son activité artistique en 1985 de sa propre volonté.
Il est considéré comme le producteur le plus influent de la nouvelle vague iranienne. Via sa société de production, des figures marquantes du cinéma iranien tels Abbas Kiarostami (en tant que graphiste et réalisateur de film publicitaires), Ali Hatami (en tant que scénariste et réalisateur), Amir Naderi (en tant que photographe et réalisateur), Massoud Kimiaei (réalisateur), et d'autres ont fait leurs débuts ou ont pu lancer leur carrière.

## Biographie
Ali Abbassi a commencé à travailler à la radio Nirou Havaii (la radio des forces aériennes de l'époque) à l'âge de 15 ans en tant que présentateur et producteur de trois programmes. À l'âge de 17 ans, il produit et présente le premier programme télévisé d'Iran consacré au cinéma. Son programme a permis d'inviter et de présenter au public iranien des personnalités de niveau mondial tel Yul Brynner, Rita Hayworth, Jacques Charrier, Raj Kapoor, etc.
La fondation de sa maison de production, Payam, à l'âge de 23 ans fut la première étape de la réalisation de 23 films parmi les plus marquants de l'histoire du cinema iranien.
En mars 1984, après la révolution iranienne, sa maison de production a été fermée par les autorités et ses films ont été confisqués, un événement qui a causé l'abandon total de son activité cinématographique ainsi que son immigration en Angleterre puis en France.

## Filmographie en tant que producteur
Sauf indication contraire, les informations mentionnées dans cette section peuvent être confirmées par la base de données cinématographiques IMDb,  présente dans la section « Liens externes ».
- Se Javanmard (en persan : سه جوانمرد), réalisé par Bahram Reypour, 1968
- Hengameh (en persan : هنگامه), réalisé par Samuel Khachikian, 1968
- Storm below (en persan : نعره طوفان), réalisé par Samuel Khachikian, 1969
- The Window (en persan : پنجره), réalisé par Jalal Moghadam, 197
- Hassan, le chauve (en persan : حسن کچل), réalisé par Ali Hatami, 1970
- Reza, the Motorcyclist (en persan : رضا موتوری), réalisé par Massoud Kimiaei, 1970
- Rashid  (en persan : رشید), réalisé par Massoud Kimiaei, 1971
- Samad va ghalicheye hazrate soleyman (en persan : صمد و قالیچه حضرت سلیمان), réalisé par Parviz Sayyad, 1971
- Looti  (en persan : لوطی), réalisé par Massoud Kimiaei, 1971
- Hassan le noir (en persan : حسن سیاه), réalisé par Parviz Osanlou, 1972
- Tangna (en persan : تنگنا), réalisé par Amir Naderi, 1973
- Tight Spot (en persan : تنگسیر), réalisé par Amir Naderi, 1974
- The Compromise (en persan : سازش), réalisé par Mohammad Motevasselani, 1974
- Khane kharab (en persan : خانه خراب), réalisé par Nosratallah Karimi, 1975
- Night of Foreigners (en persan : شب غریبان), réalisé par Mohammad Deljou, 1975
- Bot (en persan : ‌بت), réalisé par Iraj Ghaderi, 1976
- Awake in the city (en persan : بیدار در شهر), réalisé par Iraj Ghaderi, 1976

## Sources
- Ressource relative à l'audiovisuel :   - IMDb
- Notices d'autorité :   - VIAF
  - IdRef
  - LCCN
  - WorldCat
- (fa) Biographie sur Soureh Cinema